# 344 av. J.-C.
Cette page concerne l'année 344 av. J.-C. du calendrier julien proleptique.

## Événements
- Printemps : Sparte attaque ses voisins et Philippe II de Macédoine envoie des mercenaires au secours de Messène. Démosthène, envoyé comme ambassadeur dans le Péloponnèse, met en garde les Argiens et les Messéniens contre l’alliance macédonienne. Philippe envoie à Athènes une protestation écrite[1].
- Été : expédition de Timoléon, envoyé par Corinthe, en Sicile[2]. Hicétas est alors maitre de la ville, et Denys le Jeune s’est réfugié dans la citadelle d’Ortygie. Timoléon déjoue la surveillance des Carthaginois, bouscule les troupes d’Hicétas à Adranon et obtient de très nombreux ralliements. Il poursuit Hicétas jusqu’à Syracuse et occupe une partie de la ville.

- 23 juillet (28 juin du calendrier romain) : début à Rome du consulat de Caius Marcius Rutilus III et Titus Manlius Imperiosus Torquatus II. Dictature de Publius Valerius Publicola (ou -337)[3].

- Hiver 344–343 av. J.-C. : ambassade perse à Athènes qui propose à la ville de financer une guerre contre Philippe ; ambassade de Python de Byzance, envoyé par Philippe, à Athènes. Python propose de réviser le traité de 346 av. J.-C. dans le sens des souhaits des Athéniens. L’assemblée se laisse convaincre et repousse les offres perses. Démosthène et Hégésippe de Sounion poussent le peuple à demander que la clause relative au statu quo soit remplacée par une clause reconnaissant les droits légitimes des deux parties, qui permettrait aux Athéniens de réclamer la restitution d’Amphipolis. Philippe refuse et redevient impopulaire à Athènes[4].

- Deuxième Philippique, de Démosthène, qui dénonce les projets de Philippe[5].

## Décès
- Orontès, satrape d'Arménie puis de Mysie.
- Idrieus, satrape de Carie.
- Spartokos II, roi du Bosphore.